# بروس بي كراندال
بروس بي كراندال (بالإنجليزية: Bruce P. Crandall)‏ هو ضابط أمريكي، ولد في 17 فبراير 1933 في أولمبيا في الولايات المتحدة.